# Liste des traductions du Kalevala
Une liste des traductions de l'épopée nationale finlandaise du Kalevala dans l'ordre chronologique par langue. L'épopée a été traduite dans 61 langues au total en 2010.
| Langue       | Année        | Traducteur                                            | Remarques |
| ------------ | ------------ | ----------------------------------------------------- | --- |
| Allemand     | 1840         | N. Mühlberg                                           | Les 60 premières lignes de la première chanson, publiées dans: Verhandlungen der gelehrten Esthnischen Gesellschaft zu Dorpat. Ersten Bandes erstes Heft. 1840, 94-96. |
| Allemand     | 1846         | Jacob Grimm                                           | Une courte lecture de 38 lignes lors d'une présentation à l'Académie des sciences de Berlin. |
| Allemand     | 1852         | Franz Anton Schiefner                                 | Une traduction très importante utilisée par de nombreux autres traducteurs pour amener le Kalevala dans cette langue. |
| Allemand     | 1885–1886    | Hermann Paul, Else Steup et Karl Hobrecker            | |
| Allemand     | 1967         | Lore Fromm, Hans Fromm                                | Traduction complète directement du finnois. |
| Allemand     | 2004         | Gisbert Jänicke                                       | Traduction complète. |
| Suédois      | 1841         | M. A. Castrén                                         | Traduction complète du vieux Kalevala de 1835. |
| Suédois      | 1864–1868    | Karl Collan                                           | Traduction complète du Kalevala de 1849. |
| Suédois      | 1884         | Rafaël Hertzberg                                      | |
| Suédois      | 1944         | Olaf Homén                                            | Une édition abrégée. |
| Suédois      | 1948         | Björn Collinder                                       | |
| Suédois      | 1999         | Lars Huldén et Mats Huldén                            | |
| Français     | 1845 et 1867 | Louis Léouzon le Duc                                  | Une traduction importante utilisée par de nombreux autres traducteurs pour traduire le Kalevala dans cette langue. |
| Français     | 1926         | Charles Guyot                                         | Version abrégée de la traduction de Louis Léouzon le Duc. |
| Français     | 1927         | Jean-Louis Perret                                     | Traduction complète en vers métrique. |
| Français     | 1991         | Gabriel Rebourcet                                     | Traduction complète. Dans le vocabulaire français à l'ancienne. |
| Anglais      | 1868         | John Addison Porter                                   | Traduction partielle (l'histoire d'Aïno) via la traduction de Franz Anton Schiefner. |
| Anglais      | 1869         | Edward Taylor Fletcher                                | Traduction partielle directement du finnois (avec un long essai). |
| Anglais      | 1888         | John Martin Crawford                                  | Traduction complète, via la traduction de Franz Anton Schiefner. |
| Anglais      | 1893         | R. Eivind                                             | Une adaptation complète en prose pour les enfants via la traduction de Crawford. |
| Anglais      | 1907,        | William Forsell Kirby                                 | Deuxième traduction complète. Directement du finnois. Imite la métrique du Kalevala. |
| Anglais      | 1950         | Aili Kolehmainen Johnson                              | Traduction abrégée en prose. |
| Anglais      | 1954         | Margaret Sperry                                       | Traduction en vers adapté de la chanson 50. |
| Anglais      | 1963         | Francis Peabody Magoun, Jr.                           | Traduction de prose très érudite. Inclus avec des essais détaillés et des informations générales. |
| Anglais      | 1969         | Francis Peabody Magoun, Jr.                           | Traduction érudite en prose du vieux Kalevala de 1835. |
| Anglais      | 1978         | Ursula Synge                                          | Version abrégée en prose. En utilisant la traduction de W. F. Kirby comme référence. |
| Anglais      | 1989         | Eino Friberg                                          | Édition et introduction par George C. Schoolfield. Imite la métrique du Kalevala de manière sélective. Les chansons de cette version ne sont pas non plus de la même longueur ou de la même structure que dans l'original. Publié pour coïncider avec le 150e anniversaire de la publication originale. |
| Anglais      | 1989         | Keith Bosley                                          | Utilise une forme de vers syllabique pour permettre l'exactitude et la variété métrique ; publié pour coïncider avec le 150e anniversaire de la publication originale. Publié par la suite sous forme de livre audio lu par le traducteur lui-même en 2013.                                             |
| Hongrois     | 1871         | Ferdinánd Barna                                       | Traduction complète via la traduction de Franz Anton Schiefner. |
| Hongrois     | 1909         | Béla Vikár                                            | |
| Hongrois     | 1971         | Kálmán Nagy                                           | |
| Hongrois     | 1976         | István Rácz                                           | |
| Hongrois     | 1985         | Antal Reguly                                          | Chansons du vieux Kalevala 1-3 et 29. |
| Hongrois     | 1987         | Imre Szente                                           | |
| Russe        | 1888         | Leonid Petrovic Belsky                                | Une traduction importante utilisée par de nombreux autres traducteurs slaves pour apporter le Kalevala dans leur propre langue. |
| Russe        | 1998 & 2006  | Eino Kiuru et Armas Hiiri                             | |
| Estonien     | 1891–1898    | Matthias Johann Eisen                                 | |
| Estonien     | 1938–1944    | August Annist                                         | |
| Tchèque      | 1894–1895    | J. Holeček                                            | Traduction complète en vers métrique. |
| Ukrainien    | 1901         | Jevhen Tymčenko                                       | |
| Ukrainien    | 2014         | Alexandra Lyubarskaya                                 | |
| Danois       | 1902         | Ferdinand Ohrt                                        | Traduction partielle. |
| Danois       | 1994         | Hilkka and Bent Søndergaard                           | |
| Italien      | 1909         | Igino Cocchi                                          | Traduction verset (hendécasyllable). |
| Italien      | 1910         | Paolo Emilio Pavolini                                 | Traduction du verset (métrique original). |
| Italien      | 1912         | Francesco Di Silvestri Falconieri                     | Traduction prose. |
| Italien      | 1980         | Liliana Calimeri                                      | Avec la version d'Ursula Synge comme modèle. |
| Italien      | 1988         | Gabriella Agrati and Maria Letizia Magini             | Traduction en prose. |
| Italien      | 2007         | Marcello Ganassini                                    | Traduction de versets (versets vierges). |
| Lituanien    | 1922         | Adolfas Sabaliauskas                                  | |
| Lituanien    | 1972         | Justinas Marcinkevičius                               | |
| Letton       | 1924         | Linards Laicens                                       | Une des traductions les plus fidèles selon Lauri Posti. |
| Néerlandais  | 1928         | Maya Tamminen                                         | Traduction partielle en prose. |
| Néerlandais  | 1939         | Jan H. Eekhout.                                       | Un extrait sous forme poétique. |
| Néerlandais  | 1969         | Jr. Henrik Hartwijk                                   | Traduction de la chanson 5. Publié dans l'Annuaire de la Kalevala Society. |
| Néerlandais  | 1985         | Mies le Nobel                                         | Elle a utilisé des traductions allemandes et anglaises pour sa traduction. |
| Serbe        | 1935         | Ivan S. Šajković                                      | |
| Japonais     | 1939         | Kakutan Morimoto                                      | |
| Japonais     | 1961         | Tsutomu Kuwaki                                        | |
| Japonais     | 1976         | Tamotsu Koizumi                                       | |
| Espagnol     | 1944         | Alejandro Casona                                      | Traduction abrégée en prose, basée sur la version de Charles Guyot. |
| Espagnol     | 1953         | María Dolores Arroyo                                  | Traduction complète de vers métriques via les traductions française de Perret et italienne de Pavolini. |
| Espagnol     | 1967         | Juan B. Bergua                                        | Traduction complète en prose, via des traductions en français et en anglais. |
| Espagnol     | 1985         | Ursula Ojanen and Joaquín Fernández                   | Traduction complète directement du finnois. |
| Espagnol     | 1995         | Carmen Crouzeilles                                    | Traduction abrégée en prose. Publié à Buenos Aires. |
| Roumain      | 1946         | Barbu Brezianu                                        | Traduction complète en prose. |
| Roumain      | 1959         | Iulian Vesper                                         | Traduction complète en utilisant une forme de vers de huit syllabes. |
| Roumain      | 1985         | P. Starostin                                          | Publié en moldave (identique au roumain). Traduction abrégée. |
| Hébreu       | 1954         | Saul Tschernichowsky                                  | |
| Hébreu       | 1978         | Sarah Tubia                                           | |
| Yidich       | 1954         | Hersh Rosenfeld                                       | |
| Biélorusse   | 1956         | M. Mašapa                                             | Extraits de prose et de poésie. |
| Biélorusse   | 2015         | Âkub Lapatka                                          | |
| Islandais    | 1957 & 1962  | Karl Ísfeld                                           | Cette traduction utilise la méthode d'allitération islandaise «à trois par». |
| Chinois      | 1962         | Shih Hêng                                             | Via la traduction russe. |
| Chinois      | 1981         | Sun Yong                                              | Via la traduction anglaise de William Forshell Kirby. |
| Chinois      | 2000         | Zhang Hua Wen                                         | |
| Espéranto    | 1964         | Johan Edvard Leppäkoski                               | Traduction complète en métrique du Kalevala, publiée sous forme d'octomètres trochaïques (un pour deux vers finlandais) avec césure centrale obligatoire. |
| Turc         | 1965         | Hilmi Ziya Ülken                                      | Traduction des 2 premières chansons. En utilisant le hongrois et le français comme base. Publié dans l'Annuaire de la Kalevala Society, volume 43 (1963) |
| Turc         | 1982         | Lale et Muammar Oğuz                                  | Traduction complète en prose interprétée. 25% du contenu original a été retiré à des fins artistiques. |
| Norvégien    | 1967         | Albert Lange Fliflet                                  | Traduction nynorsk. Basé sur une traduction antérieure non publiée. |
| Géorgien     | 1969         | M. Macavarian, Š. Tšantladze et G. Dzneladze.         | |
| Arabe        | 1970         | Muhamed Said al-Juneid                                | Traduction abrégée publiée dans l'Annuaire de la Kalevala Society. |
| Arabe        | 1991         | Sahban Ahmad Mroueh                                   | |
| Arabe        | 2005         | Martti Haavio                                         | |
| Arménien     | 1972         | Hmayak Siras                                          | Traduction abrégée en prose. |
| Arménien     | 2007         | Felik's Baxc̕inyan                                     | |
| Polonais     | 1974         | Józef Ozga-Michalski                                  | Traduction complète basée sur le travail de Karol Laszecki. |
| Polonais     | 1998         | Jerzy Litwiniuk                                       | Traduction complète. |
| Komi         | 1980 & 1984  | Adolf Turkin                                          | Traduction partielle (jeu et chanson de Väinämöinen 10). |
| Peul         | 1983         | Alpha A. Diallo                                       | Le livre a été publié en Hongrie, illustré par les œuvres d'Akseli Gallen-Kallela. |
| Toulou       | 1985         | Amrith Someshwar                                      | Il a utilisé Wanton Loverboy par Keith Bosley pour aider à la traduction de certaines parties. |
| Latin        | 1986         | Tuomo Pekkanen                                        | |
| Vietnamien   | 1986         | Cao Xuân Nghiêp                                       | Traduction complète en prose. |
| Vietnamien   | 1991         | Hoàng Thái Anh                                        | Traduction complète en prose. |
| Vietnamien   | 1994         | Búi Viêt Hòa's                                        | Traduction complète en vers métrique. |
| Slovaque     | 1986         | Marek Svetlik & Jan Petr Velkoborský.                 | |
| Hindi        | 1990 & 1997  | Vishnu Khare                                          | |
| Slovène      | 1990         | Jelka Ovaska Novak                                    | Traduction partielle. |
| Slovène      | 1997         | Jelka Ovaska Novak                                    | Traduction complète. |
| Swahili      | 1992         | Jan Knappert                                          | Illustré des graphismes du tanzanien Robino Ntila. |
| Bulgare      | 1992         | Nino Nikolov                                          | |
| Grec         | 1992         | Maria Martzoukou                                      | Traduction verset des 20 premiers poèmes avec traduction en prose du reste. Directement du finnois. |
| Féroïen      | 1993         | Jóhannes av Skarði                                    | |
| Catalan      | 1994         | Encarna Sant-Celoni i Verger                          | Traduction abrégée de la prose. |
| Catalan      | 1997         | Ramon Garriga i Marquès, Pirkko-Merja Lounavaara      | Traduction complète en vers métrique, directement du finnois. |
| Tamoul       | 1994         | R. Sivalingam (Uthayanan)                             | Traduction complète. Introduction par Asko Parpola. |
| Macédonien   | 1998         | Vesna Acevska                                         | |
| Persan       | 1998         | Mahmoud Amir Yar Ahmadi and Mercedeh Khadivar Mohseni | Traduction complète directement du finnois. |
| Kannada      | 2001         | Dr K R Sandhya Reddy                                  | Traduction complète à partir de l'anglais. |
| Croate       | 2000         | Stjepan A. Szabo                                      | Traduction partielle sous forme narrative. |
| Croate       | 2006         | Slavko Peleh                                          | Traduction complète utilisant partiellement la traduction allemande. |
| Bas allemand | 2001         | Herbert Strehmel                                      | |
| Odia         | 2001         | Mahendra Kumar Mishra                                 | Traduction en prose. |
| Oudmourte    | 2001         | Anatoli Uvarov                                        | Résumé. |
| Vepse        | 2003         | Nina Zaiceva                                          | Résumé du verset. |
| Portugais    | 2007         | Orlando Moreira                                       | Traduction complète à partir d'une version anglaise. |
| Portugais    | 2009         | José Bizerril et Álvaro Faleiros                      | Traduction partielle. Seulement la première chanson. |
| Portugais    | 2013         | Ana Soares et Merja de Mattos-Parreira                | Traduction complète du finnois ; en versets ; avec une introduction critique et des centaines de notes de bas de page. |
| Meänkieli    | 2007         | Bengt Pohjanen                                        | Traduction de quatre chansons. |
| Carélien     | 2009         | Zinaida Dubinina                                      | |
| Ourdou       | 2012         | Arshad Farooq                                         | |
| Olonetsien   | 2015         | Raisa Remšujeva                                       | |